# Тандоспірон
Тандоспірон (англ. Tandospirone), який продається під торговою маркою «Седіель» — анксіолітик та антидепресант, який використовується в Японії та Китаї, де його продає компанія «Sumitomo Pharma». Він є одним із групи похідних азапірону, і тісно пов'язаний з іншими азапіронами, такими як буспірон і гепірон. Тандоспірон був представлений для медичного використання в Японії в 1996 році, і в Китаї в 2004 році.

## Медичне використання

### Тривога і депресія
Тандоспірон найчастіше використовується для лікування тривожних і депресивних розладів, таких як генералізований тривожний розлад і дистимія. Для обох показань зазвичай потрібно кілька тижнів, щоб почати спостерігати терапевтичний ефект, хоча при більш високих дозах спостерігалася більш швидка анксіолітична відповідь. Його також успішно використовували для лікування бруксизму.

### Підсилення при депресії
Тандоспірон може бути використаний як ефективний підсилювальний засіб при депресії, особливо в поєднанні з флуоксетином або кломіпраміном.>

### Інше використання
Тандоспірон можна успішно застосовувати як допоміжний засіб для лікування когнітивних симптомів у хворих на шизофренію.

## Побічні ефекти
Поширеними побічними ефектами препарату є запаморочення, сонливість або безсоння, головний біль, шлунково-кишкові розлади, сухість у роті, негативний вплив на функцію явної пам'яті, нудота. Побічними ефектами тандоспірону з невідомою частотою є гіпотонія, дисфорія, тахікардія, нездужання, психомоторні порушення. Вважається, що тандоспірон не спричинює звикання, але відомо, що він спричинює легкі ефекти відміни (наприклад, анорексію) після раптового припинення.

## Фармакологія

### Фармакодинаміка
Тандоспірон діє як потужний і селективний частковий агоніст рецептора 5-HT1A зі значенням спорідненості Ki 27±5 нМ, і приблизно від 55 до 85 % внутрішньої активності. Він має відносно слабку спорідненість до 5-HT2A (1300 ± 200), 5-HT2C (2600 ± 60), α1-адренорецепторів (1600 ± 80), α2-адренорецепторів (1900 ± 400), D1- (41 000 ± 10 000) і D2-рецепторів (1700 ± 300) і практично неактивний щодо 5-HT1B, 5-HT1D, β-адренорецепторів і мускаринових ацетилхолінових рецепторів, серотонінового транспортера та бензодіазепінового алостеричного сайту рецептора ГАМКА (усі з яких мають > 100 000). Є докази того, що тандоспірон має низьку, але значну антагоністичну активність щодо α2-адренорецепторів через його активний метаболіт 1-(2-піримідиніл)піперазин (1-PP).

## Хімічна структура

### Синтез
Попередник норексиміду [6319-06-8] також має подвійне використання для виготовлення таглутиміду, трипаміду та луразидону.

Синтез Thieme: Радіоактивно мічений: Метод реакції Манніха:

Каталітичне гідрування ангідриду цис-5-норборнен-екзо-2,3-дикарбонової кислоти [129-64-6] (1) дає ангідрид норборнен-2екзо,3-екзо-дикарбонової кислоти [14166-28-0] (2). Реакція з водним розчином аміаку дає екзо-2,3-норборнандикарбоксимід [14805-29-9] (3). Алкілування 1,4-дибромбутаном [110-52-1] (4) дає CID:10661911 (5). Алкілування галогену, що залишився, 2-(1-піперазиніл)пірімідином [20980-22-7] (6) завершило синтез тандоспірону (7).

## Історія
Тандоспірон був представлений в Японії для лікування тривожних розладів у 1996 році. Згодом він також був представлений у Китаї у 2004 році.

## Суспільство і культура

### Назва
Тандоспірон також відомий як метанопірон і під кодовою назвою SM-3997. Він продається в Японії під торговою маркою «Седіель».